# 神奈川県の軍事遺跡一覧
神奈川県の軍事史跡一覧（かながわけんのぐんじいせきいちらん）は、かつて神奈川県にあった軍事施設や史跡の一覧である。

## 大日本帝国海軍

### 拠点
- 横須賀
- 横浜
- 藤沢
- 厚木

### 部隊

#### 平時
司令部
- 横須賀鎮守府（横須賀）

陸戦隊
航空隊
- 横浜海軍航空隊
- 横須賀海軍航空隊
- 厚木海軍航空隊

#### 終戦時
司令部
- 連合艦隊：連合艦隊司令部地下壕（現・横浜市港北区日吉慶應義塾大学日吉キャンパス）

航空隊
- 横須賀海軍航空隊
- 追浜海軍航空隊

### 港湾施設
- 横須賀港湾施設
  - 横須賀軍港六号ドッグ
- 浦賀船渠（横須賀）
- 横浜港湾施設
- 海軍真鶴築港（真鶴町）
- 横須賀線（運輸港湾として海軍が建設を依頼）

### 海軍学校
- 海軍砲術学校
- 海軍衛生学校
- 海軍航海学校
- 海軍工機学校
- 海軍工作学校
- 海軍水雷学校
- 海軍対潜学校
- 海軍通信学校
- 海軍軍医学校戸塚分校
- 海軍電測学校

### 要塞・陣地など
- 日吉台地下壕
  - 海軍省人事局地下壕
  - 軍令部第三部待避壕
  - 艦政本部地下壕
  - 海軍航空本部等地下壕
  - 連合艦隊司令部地下壕
- 東京湾要塞
  - 横須賀軍港周辺
    - 夏島砲台
    - 笹山砲台
    - 箱崎砲台
    - 波島砲台
    - 米ヶ浜砲台
    - 猿島砲台
    - 第三海堡
    - 米ヶ浜練習砲台　現横須賀中央公園

  - 三浦半島 
    - 城ヶ島砲台
    - 千駄崎砲台
    - 千代ヶ崎砲台
    - 三崎砲台
    - 観音崎砲台
    - 剱崎砲台
- 佐島砲台[1]
- 長者ヶ崎砲台[1]
- 西小坪砲台[1] - 小坪を参照
- 黒崎鼻砲台[1]
- 油壺砲台[1]
- 七里ガ浜砲台[1]

高角砲台
- 高座海軍工廠高射砲陣地（座間）
- 横須賀海軍警備隊(終戦時)[1]
  - 猿島砲台 (横須賀)
  - 荒崎砲台 (横須賀)
  - 小柴崎砲台 (横浜)
  - 武山砲台 (横須賀)
  - 小坪砲台 (逗子) - 披露山公園を参照
  - 小原台砲台 (横須賀)
  - 第二海堡砲台 (千葉･富津)
  - 葉山砲台 (葉山)
  - 衣笠砲台 (横須賀)
  - 吾妻山砲台 (横須賀)
  - 二子山砲台 (逗子・葉山)
  - 金澤山砲台 (横浜)
  - 朝比奈山砲台 (横浜)
  - 大津山砲台 (横須賀)
  - 鷹取山砲台 (横須賀)
  - 畠山砲台 (葉山)
  - 野島浦砲台 (横浜)
  - 田浦砲台 (横須賀)
  - 富士川砲台 (静岡･富士)
  - 日向山砲台 (横須賀)
  - 枇杷山砲台 (横須賀)
  - 須賀砲台 (茅ヶ崎)
  - 千畳敷山砲台 (平塚)
  - 城所砲台 (平塚)
  - 南毛利砲台 (厚木)
  - 渋谷砲台 (大和)
  - 福田砲台 (大和)
  - 腰越砲台 (鎌倉)
  - 大野砲台 (神田村)
  - 萩園砲台 (茅ヶ崎)
  - 平塚砲台 (平塚)
  - 大井川砲台 (静岡･島田)
  - 沼津砲台 (静岡･沼津)

### 演習場
- 横須賀海軍砲術学校辻堂演習場

### 飛行場
- 横須賀海軍航空基地(追浜飛行場)（横須賀（追浜）） - 横須賀海軍航空隊,追浜海軍航空隊
- 長井海軍航空隊（横須賀） - 戦後は米軍用地を経て長井海の手公園 ソレイユの丘となった。
- 厚木海軍航空基地（厚木）- 厚木海軍航空隊
- 相模野海軍航空隊（厚木）
- 藤沢海軍航空基地 （藤沢） - 藤沢海軍航空隊
- 横浜海軍航空基地（水上機・横浜（富岡）） - 横浜海軍航空隊
- 横浜飛行場（水上機・横浜（本牧）） - 旅客用に整備されたが、海軍に徴用された。

### 海軍各廠
- 高座海軍工廠
- 横須賀海軍第2工廠造兵部谷戸田注填場
- 横須賀造船所
- 横須賀海軍工廠深沢分工場
- 海軍逗子久木地下工場（逗子）
- 横須賀海軍工廠池子弾薬庫（逗子）
- 横須賀海軍工廠沼間地下工場（逗子）
- 横須賀海軍工廠造機部平塚分工場（平塚）
- 相模海軍工廠 軍需工場 （寒川）
- 海軍大船地下施設（鎌倉）
- 第一海軍燃料廠（鎌倉郡・現横浜市栄区）
- 横須賀航空基地夏島地下工場（横須賀）
- 第一海軍航空廠浦郷地下工場（横須賀）
- 海軍武山地下施設（横須賀）
- 海軍船越地下貯油貯蔵庫（横須賀）
- 平塚海軍火薬廠（平塚）
- 平塚第二海軍火薬廠（平塚）
- 平塚海軍航空廠（平塚）

### 海軍病院
- 横須賀海軍共済組合病院
- 大船海軍共済組合病院
- 平塚海軍共済組合病院
- 野比海軍病院
- 戸塚海軍病院

### 捕虜収容所
- 横須賀海軍警備隊植木分遣隊（大船捕虜収容所）
- 神奈川第一抑留所（現：根岸森林公園）
- 神奈川第二抑留所（現：横浜市泉区和泉町）

### 特攻基地
- 横須賀特攻基地（横須賀）
- 荒崎特攻基地（横須賀）
- 小田和特攻基地（横須賀）
- 野比特攻基地（横須賀）
- 江奈特攻基地（三浦）
- 油壺特攻基地（三浦）
- 小網代特攻基地（三浦）

### その他
- 海軍倉庫（横浜市瀬谷区）
- 深谷通信所（横浜市戸塚区）
- 池子弾薬庫（逗子市）
- 軍港水道半原系統 - 横須賀水道を参照

## 大日本帝国陸軍

### 主な拠点
- 相模原
- 座間

### 陸軍学校
- 陸軍士官学校（相模原）
- 陸軍航空機整備学校（相模原）
- 陸軍機甲整備学校（相模原）
- 陸軍兵器学校（現麻布大学）
- 陸軍通信学校（相模原）
- 陸軍重砲兵学校（浦賀）

### 師団・連隊

#### 平時
司令部
連隊
航空隊

#### 終戦時
司令部
- 東京湾要塞司令部（館山）

守備部隊
第一総軍管下第12方面軍の部隊が数多く配置されていた。
- 横浜警備隊（横浜市鶴見区）
- 高射第1師団
  - 高射砲第113連隊（川崎）
  - 高射砲第117連隊（横浜）
    - 機関砲第3大隊・第14中隊（横浜市）[2]
    - 機関砲第4大隊（川崎）
- 第53軍
  - 第151兵站地区隊（相模原）
  - 電信第50連隊（厚木）
  - 第84師団（小田原）
    - 歩兵第199連隊〜第201連隊
    - 野砲兵第84連隊
    - 工兵第84連隊
    - 輜重兵第84連隊
    - 速射砲隊
    - 通信隊
    - 兵器勤務隊
    - 衛生隊
    - 第1野戦病院
    - 第4野戦病院
    - 制毒隊
    - 病馬廠

  -  第140師団（鎌倉）
    - 歩兵第401連隊〜第404連隊
    - 砲兵隊
    - 速射砲隊
    - 輜重隊
    - 通信隊
    - 兵器勤務隊
    - 野戦病院

  - 第316師団（伊勢原）
    - 歩兵第349連隊〜第351連隊
    - 噴進砲隊
    - 工兵隊
    - 通信隊
    - 野戦病院

  - 独立混成第117旅団（沼津）
    - 独立歩兵第707大隊〜第712大隊
    - 砲兵隊
    - 工兵隊
    - 通信隊

  - 独立戦車第2旅団（有馬）
    - 戦車第2連隊、第41連隊
    - 機関砲隊
    - 輜重隊
    - 整備隊
- 東京防衛軍東京湾兵団
  - 独立混成第114旅団（横須賀）
    - 独立歩兵第691大隊〜第695大隊
    - 砲兵隊
    - 工兵隊
    - 通信隊

  - 東京湾要塞

航空隊

### 演習場
- 陸軍士官学校相武台演習場（相模原）
- 陸軍士官学校付演習場（相模原公園・現北里大学周辺）
- 座間小銃射撃場（座間）
- 陸軍溝之口演習場 軍工事 神奈川 川崎宮前区
- 歩兵第101連隊（東部62部隊）射撃場　横浜市青葉区美しが丘　現　国学院大学運動場）

### 飛行場
- 小山から鵜野森までの国道16号線（予備滑走路）
- 相模陸軍飛行場（愛川町・現内陸工業団地）[3]

### 砲陣地
- 湘南平高射砲・機関銃陣地（平塚）
- 枡形山高射砲陣地

### 照空灯陣地
- 舞岡熊之堂遺跡:高射第1師団・第117連隊・第3大隊・第14中隊の照空隊陣地（宮根陣地）跡（横浜市戸塚区）[2]

### 陸軍病院
- 相武台陸軍病院（相模原）
- 臨時東京第3陸軍病院

### 研究所など
- 陸軍第4技術研究所（相模原）
- 登戸陸軍研究所（登戸）
- 陸軍航空技術研究所淵野辺飛行速度検定所・同上矢部飛行速度検定所（相模原）

東京陸軍兵器補給廠（横浜）

### 陸軍各廠
- 相模陸軍造兵廠（相模原）
- 相模原陸軍廠地下施設（相模原）
- 陸軍相模総合補給廠（相模原）
- 陸軍東京兵器補給廠・田奈部隊填薬所（現・こどもの国）

## 軍需工場
- 古河鋳造 （川崎）
- 東京芝浦電気 （川崎）
- 海軍蟹ヶ谷通信地下施設（川崎）
- 海軍野川地下施設 （川崎）
- 日本ヒューム管川崎工場（川崎）
- 日本光学工業末長地下工場（川崎）
- 三井物産倉庫 運輸港湾（川崎）
- いすゞ自動車川崎工場（川崎）
- 昭和電工アルミニウム（川崎）
- 昭和電工川崎工場（川崎）
- 大阪鉄工所神奈川工場（川崎）
- 東京機器工業（川崎）
- 東洋鋼材川崎工場（川崎）
- 日本鋼管川崎工場（川崎）
- 日本鋼管扇町工場（川崎）
- 日本製鐵富士製鋼所（川崎）
- 日本鋳造川崎工場（川崎）
- 日本冶金工業川崎工場（川崎）
- 日本油化工業（川崎）
- 味の素川崎工場（川崎）
- 東京自動車工業川崎工場（川崎）
- 久保田鉄工所 （小田原）
- 国産電気 （小田原）
- 三国商工小田原工場（小田原）
- 昭和産業（寒川）
- 横浜耐火煉瓦 （横浜）
- 日本国際航空工業（平塚）
- 日産自動車（横浜）
- 大日本兵器（横浜）
- いすゞ自動車鶴見工場（横浜）
- 横浜護謨製造（横浜）
- 大阪造船所横浜工場（横浜）
- 鶴見曹達（横浜）
- 東京瓦斯化学横浜工場（横浜）
- 東京瓦斯末広工場（横浜）
- 東京芝浦電気鶴見工場（横浜）
- 東京製鐵横浜工場（横浜）
- 日本鋼管鶴見工場（横浜）
- 日本製粉鶴見航機工場（横浜）
- 日本製鋼所横浜工場（横浜）
- 昭和電工新子安工場（横浜）
- 日本鋼管浅野船渠（横浜）
- 古河電気工業横浜電気製作所（横浜）
- 東京機器工業地下工場（横浜）
- 日本鋼管境木地下工場（横浜）
- 日本飛行機地下工場（横浜）
- 三菱倉庫 運輸港湾（横浜）
- 三菱重工業横浜造船（横浜）
- 三菱重工業横浜ドック地下工場（横浜）

## 関連事件
- 1942年　ドーリットル空襲
- 1945年　横浜大空襲

## 戦跡ギャラリー

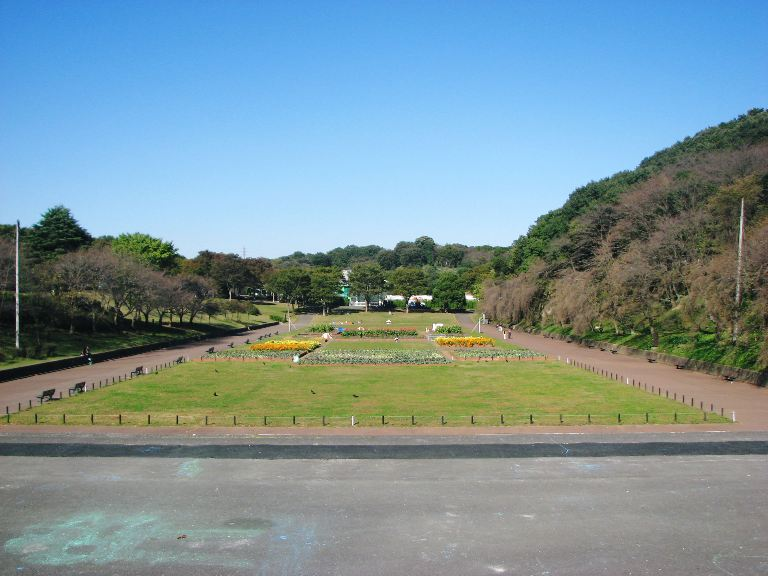
こどもの国(旧弾薬庫郡跡)
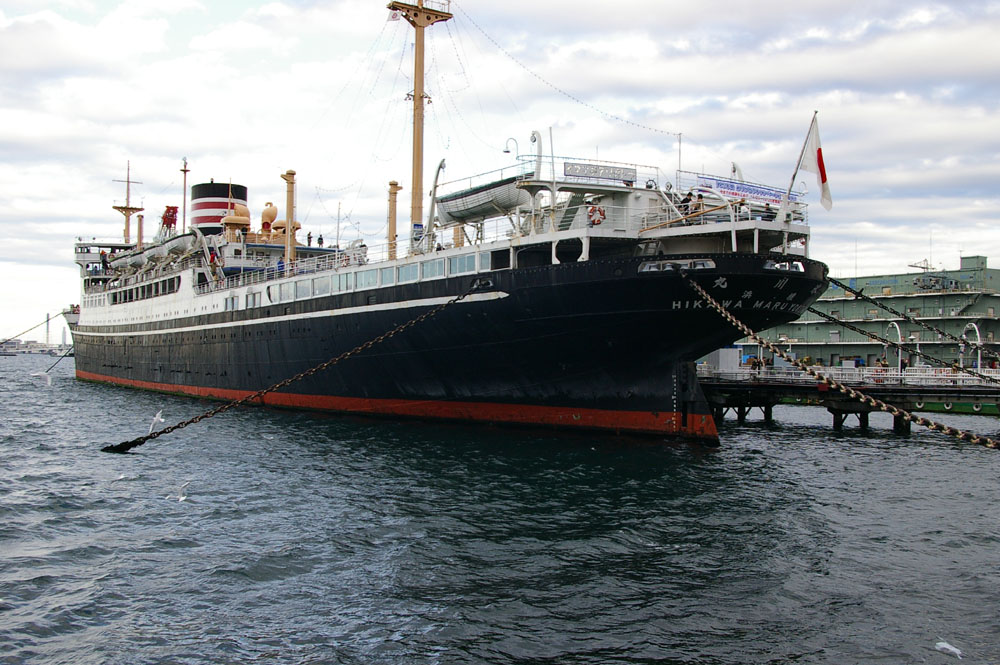
氷川丸（徴用病院船）
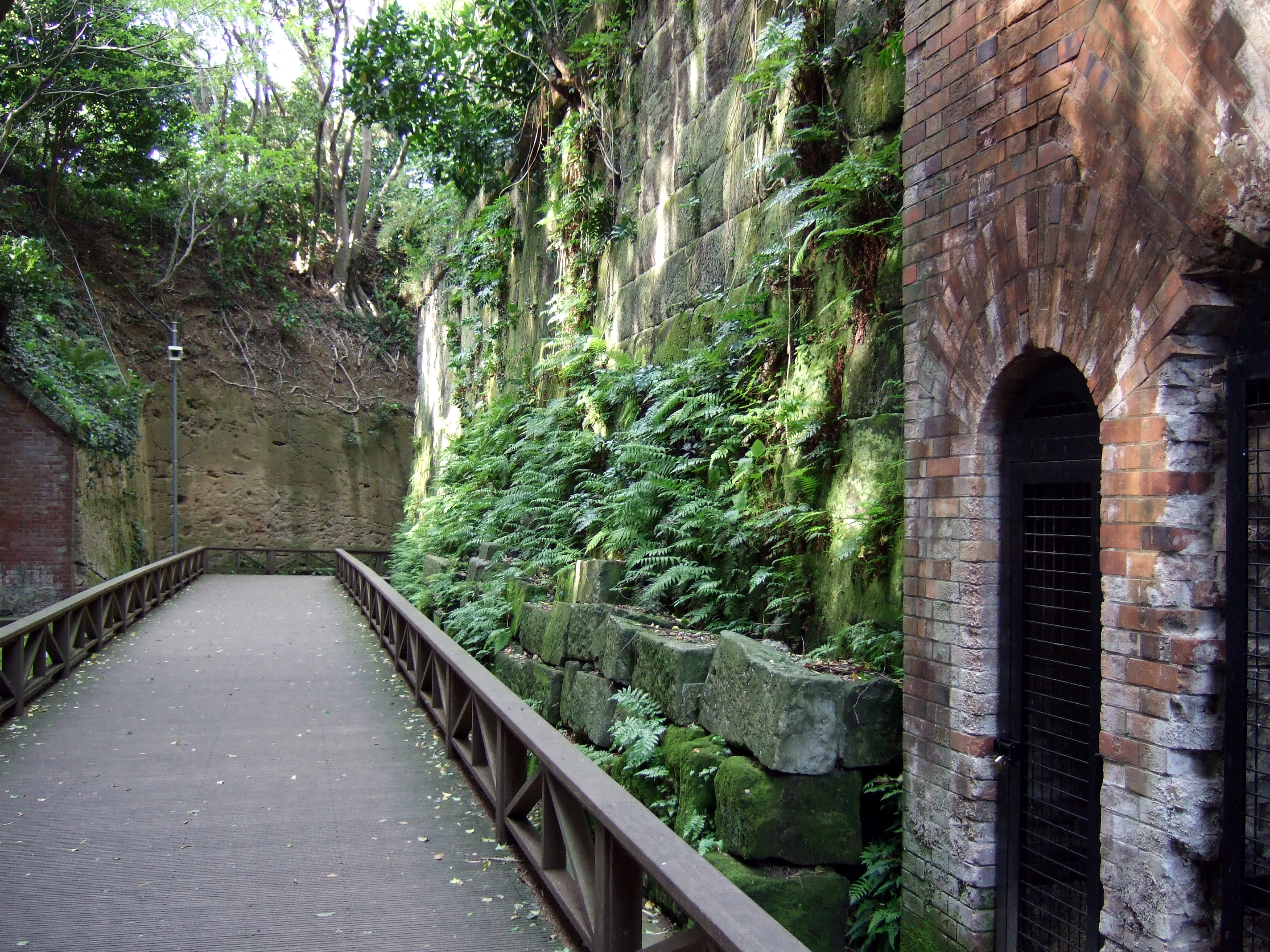
猿島要塞跡
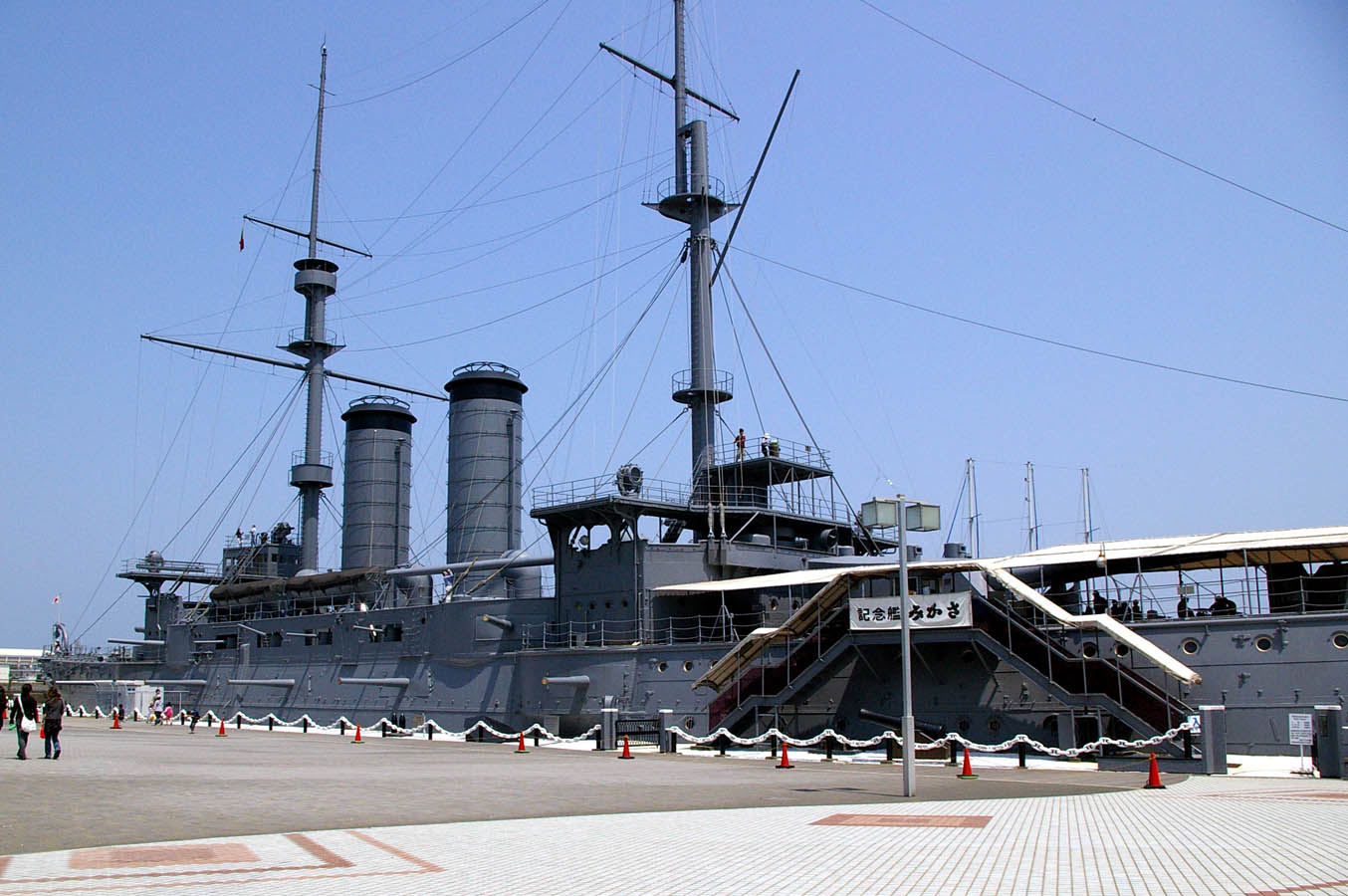
三笠公園

## 関連施設
- 横須賀線 - 海軍の要請により整備
- 東京湾要塞
- 廃兵院（軍事保護院）・傷痍軍人（傷病軍人）療養所
  - 傷痍軍人箱根療養所（小田原）
  - 傷病軍人神奈川療養所（秦野）
  - 傷兵工場（平塚）